# Christian Sonne
Ole Christian Saxtorph Sonne, född 21 april 1859 i Møgeltønder, död 25 juli 1941, var en dansk agronom och politiker.
Redan vid 14 års ålder kom han till lantbruket, och 1880 tog han lantbruksexamen. Två år senare blev han ledare för Landhusholdningsselskabets vete- och maltkornförsök, och vid den store nordiska utställningen 1888 var han sekreterare i lantbruksavdelningen, för vilken verksamhet han hedrades med förtjänstmedaljen i guld. År 1898 valdes han till medlem av Landhusholdningsselskabets styrelse, och året därpå blev han ledamot av den av regeringen tillsatta lantbrukstullkommissionen. Han utgav ett par småskrifter om tullfrågan och var en moderat tullvän. År 1889 övertog han arrendet av Knuthenborg avlsgård, som han lämnade, då han 1907 blev arrendator av Rosenlund vid Sakskøbing; han lämnade detta arrende 1919, men arrenderade därefter en mindre gård, Grængegård.
År 1902 valdes Sonne till ledamot av Landstinget (riksdagens första kammare). Intill januari 1904 stod han utanför Landstingets partigrupper, men inträdde då i den frikonservativa gruppen. I februari 1908, under Landstingets förhandlingar om det kommunala valrättsförslaget, kritiserade han hårt det med den frikonservativa gruppens stöd antagna valrättsförlikningen, och utträdde samtidigt ur gruppen, i vilken han dock återinträdde vid det följande riksdagsmötet. Hösten 1909 valdes han till Landstingets ordförande, men omvaldes ej 1910. Han lämnade Landstinget 1918, men var i april 1920 lantbruksminister i ministeriet M.P. Friis.
Under första världskriget var han representant för lantbruket i Erhvervenes Fællesudvalg och deltog i flera resor till Storbritannien och Tyskland, han valdes i december 1919 till ledamot av Landhusholdningsselskabets presidium och i juni 1925 av Landbrugsrådets. Han var ordförande för vildmossekommissionen och Lantbruksmuseet, statens representant i och vice ordförande i Hedeselskabet samt medlem av olika kommissioner och tillsynsråd angående lantbruket.  Han var en av Danmarks delegater vid den internationella ekonomiska konferensen i Genève 1927.

## Utmärkelser
- Förtjänstmedaljen i guld,  1888[2]
- Storkors av Dannebrogorden,  1936[2]

[Redigera Wikidata]